# 세법
세법(稅法)이란 국가나 지방자치단체가 특정한 목적을 위해 일반 국민에 걷는 금전이나 재물, 즉 조세에 관한 법을 일컫는다.

## 같이 보기
- 회사법
- 법인세